# NIFL Premiership 2025-26
La NIFL Premiership 2025-26 es la 125.ª edición de la máxima categoría del fútbol de Irlanda del Norte. Comenzó el 9 de agosto de 2025 y finalizará en mayo de 2026.

## Formato
Los 12 equipos participantes jugarán entre sí todos contra todos tres veces totalizando 33 partidos cada uno. Al término de la fecha 33, los 6 primeros clasificados pasarán al Grupo por el campeonato y los 6 restantes lo harán al Grupo por la permanencia.
En el grupo por el campeonato los seis equipos jugarán entre sí todos contra todos una vez totalizando 38 partidos cada uno. Al término de la fecha 38, el primer clasificado se coronará campeón y obtendrá un cupo para la primera ronda de la Liga de Campeones 2026-27, mientras que el segundo conseguirá un cupo para la primera ronda de la Liga Conferencia 2026-27. El último cupo a dicho torneo será establecido mediante play-offs clasificatorios.
En el grupo descenso los seis equipos jugarán entre sí todos contra todos una vez totalizando 38 partidos cada uno. Al término de la fecha 38, el penúltimo clasificado jugará el partido por la permanencia contra el segundo puesto de la NIFL Championship 2025-26 por un lugar en la próxima temporada, y el último clasificado descenderá directamente a la NIFL Championship 2026-27.
Un tercer cupo para la primera ronda de la Liga Conferencia 2026-27 será asignado al campeón de la Copa de Irlanda del Norte.

## Ascensos y descensos
| Pos  | Descendidos de NIFL Premiership 2024-25 |
| ---- | --------------------------------------- |
| 12.º | Loughgall                               |

| Pos | Ascendidos de NIFL Championship 2024-25 |
| --- | --------------------------------------- |
| 1.º | Bangor                                  |

## Equipos participantes
| Club                 | Estadio                | Ciudad        | Capacidad |
| -------------------- | ---------------------- | ------------- | --------- |
| Ballymena United     | Ballymena Showgrounds  | Ballymena     | 3600      |
| Bangor F.C.          | Clandeboye Park        | Bangor        | 1895      |
| Carrick Rangers F.C. | Loughshore Hotel Arena | Carrickfergus | 6000      |
| Cliftonville F.C.    | Solitude               | Belfast       | 3200      |
| Coleraine F.C.       | The Showgrounds        | Coleraine     | 2496      |
| Crusaders F.C.       | Seaview                | Belfast       | 3383      |
| Dungannon Swifts     | Stangmore Park         | Dungannon     | 5000      |
| Glenavon F.C.        | Mourneview Park        | Lurgan        | 4160      |
| Glentoran F.C.       | The Oval               | Belfast       | 6050      |
| Larne F.C.           | Inver Park             | Larne         | 3250      |
| Linfield F.C.        | Windsor Park           | Belfast       | 18 614    |
| Portadown F.C.       | Shamrock Park          | Portadown     | 2770      |

## Primera fase

### Clasificación
| Pos. | Equipo           | Pts. | PJ | G | E | P | GF | GC | Dif. | Clasificación 2025-26    |
| ---- | ---------------- | ---- | -- | - | - | - | -- | -- | ---- | ------------------------ |
| 1    | Glentoran        | 9    | 3  | 3 | 0 | 0 | 4  | 0  | +4   | Grupo por el campeonato  |
| 2    | Coleraine        | 7    | 3  | 2 | 1 | 0 | 3  | 0  | +3   | Grupo por el campeonato  |
| 3    | Ballymena United | 6    | 2  | 2 | 0 | 0 | 4  | 0  | +4   | Grupo por el campeonato  |
| 4    | Carrick Rangers  | 6    | 2  | 2 | 0 | 0 | 5  | 3  | +2   | Grupo por el campeonato  |
| 5    | Linfield         | 3    | 1  | 1 | 0 | 0 | 3  | 0  | +3   | Grupo por el campeonato  |
| 6    | Crusaders        | 3    | 2  | 1 | 0 | 1 | 6  | 5  | +1   | Grupo por el campeonato  |
| 7    | Portadown        | 3    | 3  | 1 | 0 | 2 | 4  | 4  | 0    | Grupo por la permanencia |
| 8    | Bangor           | 3    | 3  | 1 | 0 | 2 | 4  | 5  | −1   | Grupo por la permanencia |
| 9    | Cliftonville     | 2    | 3  | 0 | 2 | 1 | 2  | 4  | −2   | Grupo por la permanencia |
| 10   | Larne            | 1    | 2  | 0 | 1 | 1 | 1  | 2  | −1   | Grupo por la permanencia |
| 11   | Glenavon         | 0    | 3  | 0 | 0 | 3 | 0  | 5  | −5   | Grupo por la permanencia |
| 12   | Dungannon Swifts | 0    | 3  | 0 | 0 | 3 | 1  | 9  | −8   | Grupo por la permanencia |

Actualizado a los partidos jugados el 19 de agosto de 2025.
 Fuente: Soccerway
Criterios de clasificación: Puntos · Diferencia de goles · Goles a favor · Puntos en enfrentamientos directos · Diferencia de goles en enfrentamientos directos · Sorteo.

### Resultados
Cada equipo juega de ida y vuelta contra todos los demás equipos de la liga, además de once partidos adicionales, sumando un total de 33 partidos.
| Local \ Visitante | BUN | BAN | CRK | CLF | COL | CRU | DUN | GLA | GLT | LAR | LIN | POR |
| ----------------- | --- | --- | --- | --- | --- | --- | --- | --- | --- | --- | --- | --- |
| Ballymena United  | —   |     |     |     |     |     |     |     |     |     | Apl |     |
| Bangor            |     | —   |     | 3–1 |     | 1–3 |     |     |     |     |     |     |
| Carrick Rangers   |     |     | —   |     |     |     |     | 1–0 |     |     | Apl |     |
| Cliftonville      |     |     |     | —   | 0–0 | a   |     |     |     | 1–1 |     |     |
| Coleraine         |     |     |     |     | —   |     | 2–0 |     |     | 1–0 |     |     |
| Crusaders         |     |     | 3–4 | a   |     | —   |     |     |     |     |     |     |
| Dungannon Swifts  |     |     |     |     |     |     | —   |     |     |     |     | 1–4 |
| Glenavon          | 0–2 |     |     |     |     |     |     | —   |     |     |     |     |
| Glentoran         |     | 1–0 |     |     |     |     |     | 2–0 | —   |     | a   |     |
| Larne             |     |     |     |     |     | Apl |     |     |     | —   |     |     |
| Linfield          |     |     |     |     |     |     | 3–0 |     | a   |     | —   |     |
| Portadown         | 0–2 |     |     |     |     |     |     |     | 0–1 |     |     | —   |

| Local \ Visitante | BUN | BAN | CRK | CLF | COL | CRU | DUN | GLA | GLT | LAR | LIN | POR |
| ----------------- | --- | --- | --- | --- | --- | --- | --- | --- | --- | --- | --- | --- |
| Ballymena United  | —   |     |     |     |     |     |     |     |     |     |     |     |
| Bangor            |     | —   |     |     |     |     |     |     |     |     |     |     |
| Carrick Rangers   |     |     | —   |     |     |     |     |     |     |     |     |     |
| Cliftonville      |     |     |     | —   |     | a   |     |     |     |     |     |     |
| Coleraine         |     |     |     |     | —   |     |     |     |     |     |     |     |
| Crusaders         |     |     |     | a   |     | —   |     |     |     |     |     |     |
| Dungannon Swifts  |     |     |     |     |     |     | —   |     |     |     |     |     |
| Glenavon          |     |     |     |     |     |     |     | —   |     |     |     |     |
| Glentoran         |     |     |     |     |     |     |     |     | —   |     | a   |     |
| Larne             |     |     |     |     |     |     |     |     |     | —   |     |     |
| Linfield          |     |     |     |     |     |     |     |     | a   |     | —   |     |
| Portadown         |     |     |     |     |     |     |     |     |     |     |     | —   |